# Галкин, Евгений Владимирович (электротехник)
Галкин Евгений Владимирович (20 июля 1887, Санкт-Петербург — 31 октября 1934, Париж) — русский и французский инженер-электрик, общественный деятель, основатель и первый директор Высшей электротехнической школы в Петрограде, один из основателей Парижского Русского высшего технического института, профессор, декан электромеханического факультета.

## Биография
Родился 20 июля (по старому стилю) 1887 года в Санкт-Петербурге в семье священника. Отец — Галкин Владимир Павлович — настоятель церкви святых и праведных Захария и Елизаветы при Патриотическом институте, мать — Мария Галкина (урождённая Никитина). В1905 году окончил с золотой медалью Введенскую гимназию и в тот же год поступил на электромеханическое отделение в Санкт-Петербургский политехнический институт (ЦГИА СПб, Ф. 478, Оп. 1, д. 426). Учился блестяще, уже после первого курса был направлен в Германию к профессору В. Веддингу для прохождения стажировки. Ещё будучи студентом ППИ опубликовал несколько научных и учебно-методических работ. В 1909 году увидела свет фундаментальная работа студента четвёртого курса (!) СПбПИ Евгения Галкина «Руководство к практическим занятиям по электротехнике», сыгравшее исключительно важную роль в развитии знаний по электроэнергетике и электротехнике в России. Высказанные в работе идеи по организации в стране подготовки не только инженерных кадров, но и среднетехнических специалистов-электриков среди взрослого населения, получили высокую оценку и в научно-технических кругах и среди государственных чиновников. Один из экземпляров этой работы студент Галкин преподнёс с дарственной надпись своему первому ректору князю А. Г. Гагарину. В 1912 году Евгений Галкин с отличием окончил Санкт-Петербургский политехнический институт со званием «инженер-электрик». Два года работал на ведущих электротехнических предприятиях Германии. После начала Первой мировой войны Е. В. Галкин вернулся в Россию и был принят на службу в Министерство промышленности и торговли, где работал по 1917 год включительно. 25 ноября 1916 года инженер Галкин был избран в электротехнический отдел Русского технического общества.
После Октябрьского переворота инженер-электрик Галкин остался в России и в апреле 1918 года по его инициативе в Петрограде были открыты Электротехнические курсы, вошедшие в историю под названием Матвеевские (по названию Матвеевской улицы на Петроградской стороне, где они располагались в доме 6/8). Галкин был назначен директором этих курсов. Он не только организовал учебный процесс, но и перевёл на русский язык все необходимые учебники и учебные пособия, которых в России не существовало. Уже в первый год своей деятельности Курсы подготовили более трёхсот специалистов-электротехников. Особенно важную роль эти курсы сыграли при реализации в Советской России плана ГОЭЛРО. В 1919 году курсы были реорганизованы и получили название «Вторые советские электротехнические курсы». После принятия плана ГОЭЛРО Галкину удалось создать при кусах Электротехническое училище для подготовки инженеров-практиков с четырёхгодичным планом обучения. Учебное заведение существует до сих пор, после нескольких преобразований является Петербургским энергетическим институтом повышения квалификации.
В 1920 году Е. В. Галкин эмигрировал во Францию. В тот же год стал одним из основателей Русского высшего технического института в Париже, получившего статус высшего учебного заведения Франции. Профессор, бессменный декан электротехнического факультета этого института. Евгений Владимирович Галкин ушел из жизни 31 октября 1934 года в Париже.